# 舞榭風雲
《舞榭風雲》是日本漫畫家克·亞樹所創作的一個漫畫系列，單行本全兩冊。

## 內容大要
青梅竹馬的聖香和翔都喜歡舞台劇，但一天翔還給奈津，二人從此便沒有往來。長大後，二人同時學習舞台劇，同樣以挑戰「打倒奈津的女王」地位為目標。

## 主要角色
- 柏部奈津

舞台劇界天才女明星，曾連續三年得到藝術獎章的舞台劇女王。在舞台上有97種特別的絕技，如「彩虹圓舞」、「消失」率領光之星座劇團。
- 倉田聖香

女主角，隸屬於超級舞台秀
- 倉田亞希子

聖香之母，原本亦是一個舞台劇演員，奈津的好朋友
- 倉田翔/柏部翔

身體不好，多病，聖香的兒時玩伴，原為倉田家養子，實為柏部奈津兒子
- 細羽嚴

妖魔堂的首席演員
- 乾惠吾

光之星座出身，被奈津，最後以炸彈炸毁光之城，殺死奈津

## 作品書號
- 上冊：尖端出版，ISBN 957-10-1244-0
- 下冊：尖端出版，ISBN 957-10-1245-9